# Cartouche de jeu vidéo
Pour les articles homonymes, voir Cartouche.
 (juillet 2009).
Si vous disposez d'ouvrages ou d'articles de référence ou si vous connaissez des sites web de qualité traitant du thème abordé ici, merci de compléter l'article en donnant les références utiles à sa vérifiabilité et en les liant à la section « Notes et références ».

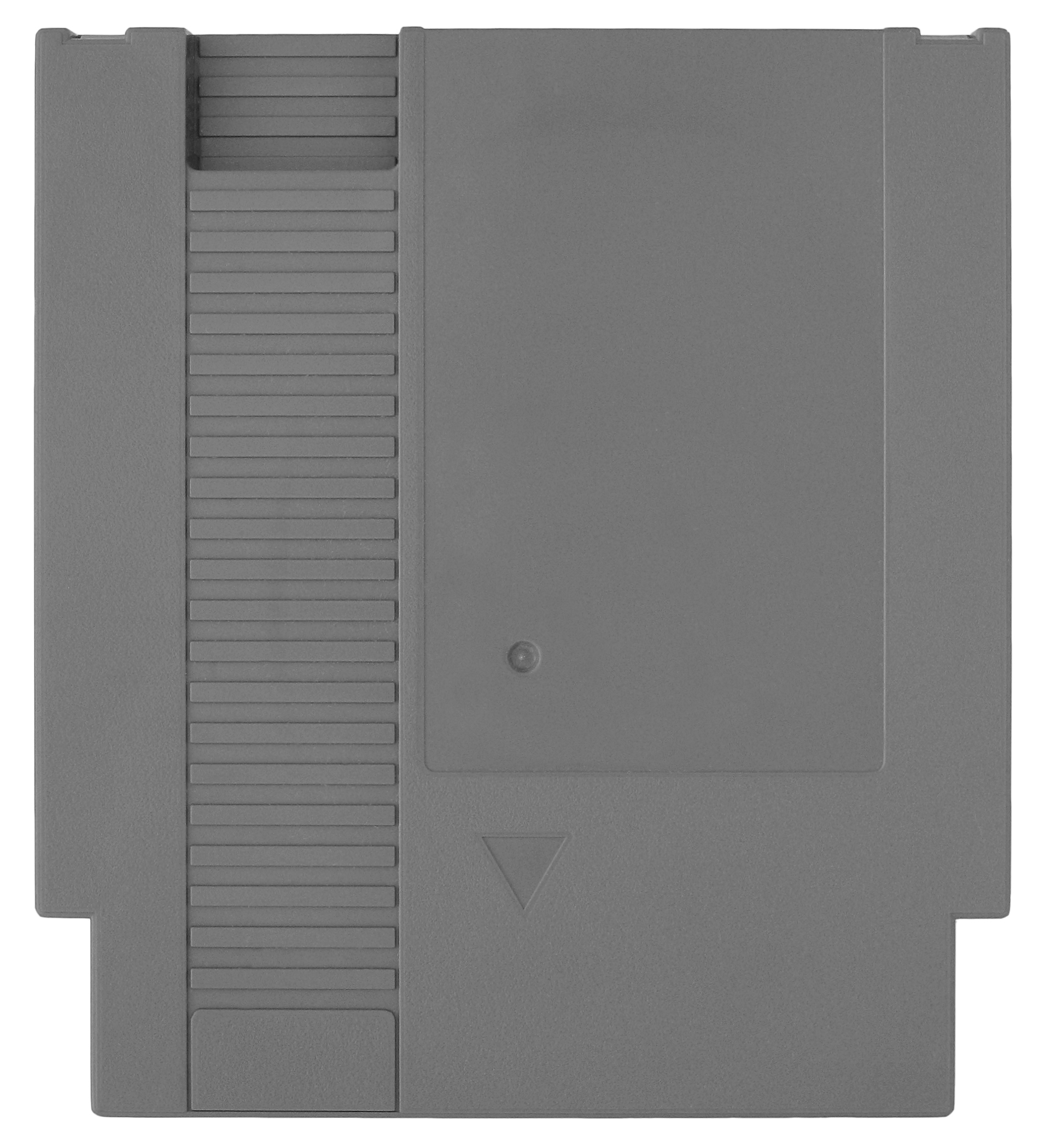
Une cartouche de NES.

Une cartouche de jeu vidéo est un étui contenant une mémoire morte, enfichable dans un ordinateur, une console de jeux vidéo ou un système d'arcade. Cette mémoire morte contient le logiciel ou code du jeu vidéo associé.

## Histoire
La première console de jeux à utiliser des cartouches est la Fairchild Channel F en 1976, idée de Jerry Lawson considéré comme le « père de la cartouche de jeu vidéo ».
Ce système de stockage a d'abord été utilisé dans les années 1980 par des ordinateurs personnels[réf. nécessaire], tels que le Commodore VC 20. Il a par la suite largement été employé pour la distribution de jeux vidéo sur console, avant d'être remplacé dans le milieu des années 1990 par le CD-ROM.
The Legend of Zelda est le premier jeu sur NES à permettre une sauvegarde directement sur sa cartouche, grâce à l'adjonction d'une pile de sauvegarde.

## Technique

### Caractéristiques
Les cartouches de jeux vidéo sont un circuit électronique enfichable dans la console. Elles contiennent généralement une mémoire morte de type ROM. C'est-à-dire qu'elle n'est pas modifiable par l'utilisateur. Pour les modèles les plus récents, elles peuvent contenir en plus une mémoire vive telles que les mémoires de type CMOS. Ce type de mémoire a l'avantage d'être modifiable par l'utilisateur, ce qui permet par exemple de sauvegarder la partie ou le niveau en cours. Mais en contrepartie, ces mémoires doivent être alimentées en permanence par une pile pour ne pas s'effacer. D'où la nécessité d'utiliser une pile de sauvegarde, qui a une durée de vie finie, allant jusqu'à plus de 20 ans.
Les cartouches peuvent aussi être agrémentées de nouveaux composants. Dans les années 1990, Nintendo et Sega développeront chacun une puce permettant d'améliorer les graphismes de leurs consoles, il s'agit de la Super FX pour Nintendo et du SVP pour Sega. De ce fait, les jeux tardifs de la Super Nintendo sont techniquement plus évolués que les jeux des premières années. Star Wing, par exemple, n'aurait jamais pu gérer la 3D si la puce Super FX n'avait pas été ajoutée dans la cartouche.

### Avantages et inconvénients
L'avantage de la cartouche est d'offrir un contenu instantanément disponible, sans temps de chargement, ainsi qu'un support robuste, difficilement endommageable. De plus, avec les progrès techniques et la miniaturisation des circuits imprimés, il devient possible d'améliorer les performances des cartouches tout au long de la durée de vie d'une console. 
Néanmoins, ses coûts de production élevés et sa faible capacité de stockage en comparaison avec le CD-ROM menèrent à l'abandon de ce support par l'industrie du jeu vidéo.
Malgré ces inconvénients, Nintendo a utilisé des cartouches sur ses consoles de salon jusqu'en 2001, où sort la GameCube qui utilise des minis DVD. Nintendo réutilise les cartouches sur la Nintendo Switch sortie le 3 mars 2017. Dans le milieu de l'arcade, les cartouches sont employées jusqu'en 2004 par SNK Playmore (et SNK) avec le Neo-Geo AES, MVS et Sammy pour son système Atomiswave.
Nintendo utilise encore les cartouches pour ses consoles portables (Game Boy, Game Boy Color, Game Boy Advance, Nintendo DS, Nintendo 3DS et Nintendo Switch). Son concurrent Sony, avec la PSP, utilise des UMD, sortes de mini-disques. La PSVITA quant à elle utilise le format cartouche comme Nintendo.